# بولينا د. جنكينز
بولينا د. جنكينز (بالإنجليزية: Paulina D. Jenkins)‏ هي عالمة ثدييات ‏ بريطانية، ولدت في عام 1945. عملت مدققة في متحف التاريخ الطبيعي في لندن، نشرت العديد من البحوث وخصوصًا عن الثديات الصغيرة مثل الخفافيش، وتكريمًا لها أطلق اسمها الأول على أحد الفئران التي وجدت في لاوس «فأر الصخرة بولينا».